# Anyphops lawrencei
Espèce
Synonymes
- Selenops pusillus Lawrence, 1947 nec Simon, 1887
- Selenops lawrencei Roewer, 1955

Anyphops lawrencei est une espèce d'araignées aranéomorphes de la famille des Selenopidae.

## Distribution
Cette espèce se rencontre en Afrique du Sud et au Zimbabwe.

## Description
Le mâle syntype mesure 5,3 mm et la femelle syntype 7,5 mm.

## Systématique et taxinomie
Cette espèce a été décrite sous le nom Selenops pusillus par Lawrence en 1947. Ce nom étant préoccupé par  Selenops pusillus Simon, 1887, il est remplacé par Selenops lawrencei par Roewer en 1951. Elle est placée dans le genre Anyphops par Benoit en 1968.

## Étymologie
Cette espèce est nommée en l'honneur de Reginald Frederick Lawrence.

## Publications originales
- Roewer, 1951 : « Neue Namen einiger Araneen-Arten. » Naturwissenschaftlichen Verein Zu Bremen, vol. 32, p. 437-456.
- Lawrence, 1947 : « A collection of Arachnida made by Dr. I. Trägårdh in Natal and Zululand (1904-1905). » Göteborgs Konglige Veternskaps- och Vitterhets-Samhälles Handlingar, sér. B, vol. 5, no 9, p. 1-41.